# Emeka Egbuka
Emeka Egbuka (Tacoma, 14 ottobre 2002) è un giocatore di football americano statunitense che milita nel ruolo di wide receiver per i Tampa Bay Buccaneers della National Football League (NFL).

## Carriera universitaria
Egbuka si unì agli Ohio State Buckeyes nel gennaio 2021. Nella prima stagione disputò 11 partite, ricevendo 9 passaggi per 191 yard. Ritornò anche 20 kickoff per 580 yard, venendo nominato menzione onorevole della Big Ten Conference. Nel 2022 superò le mille yard ricevute. Nel 2024 stabilì il record dell'istituto con 205 ricezioni in carriera e a fine anno Ohio State vinse il titolo nazionale.

## Carriera professionistica

### Tampa Bay Buccaneers
Egbuka fu scelto nel corso del primo giro (19º assoluto) del Draft NFL 2025 dai Tampa Bay Buccaneers.